# Milano Libri
Milano Libri est une ancienne maison d'édition italienne active entre les années 1960 et 1970. Elle était titulaire pour l'Italie des bandes dessinées de Schulz.

## Histoire
La librairie Milano Libri est créée en 1962 à Milan par Giovanni Gandini dans la Via Verdi, à quelques pas de La Scala. Elle est tenue par Anna Maria Gregorietti (mariée avec Gandini) avec ses amies Laura Lepetit et Vanna Vettori, et fréquentée par un groupe d'intellectuels et d'amis (outre Gandini : Bruno et Franco Cavallone, Ranieri Carano, Francesco « Ciccio » Mottola, Salvatore Gregorietti (it), Vittorio Spinazzola (it), Elio Vittorini, Umberto Eco et Oreste Del Buono). L’initiative de Gandini de traduire et de publier pour la première fois la bande dessinée Peanuts en Italie donne naissance à la maison d'édition homonyme, qui commence à publier en 1963 Arriva Charlie Brown!, suivi l’année suivante de Il secondo libro di Charlie Brown.
Le succès des deux livres pousse Gandini à créer un magazine consacré à la bande dessinée : en 1965, il fonde linus, dont le premier numéro sort en avril de la même année, avec les écrits de Vittorini, Eco et Del Buono (OdB) aux côtés des bandes dessinées de Schulz. Le nouveau magazine atteint un tirage de 110 000 exemplaires, avant d'être vendu avec la maison d'édition à Rizzoli en 1971. Le catalogue Milano Libri comportait, outre les volumes consacrés à Peanuts, d’autres personnages comme Topor, Copi, Li'l Abner d’Al Capp, Jules Feiffer, Sempé, Pogo de Walt Kelly, la famille Addams, Valentina de Guido Crepax, Fernando Arrabal et Bristow de Frank Dickens,,.

### Note
- (it) Cet article est partiellement ou en totalité issu de l’article de Wikipédia en italien intitulé « Milano Libri » (voir la liste des auteurs).